# Simonyi-Semadam-kormány

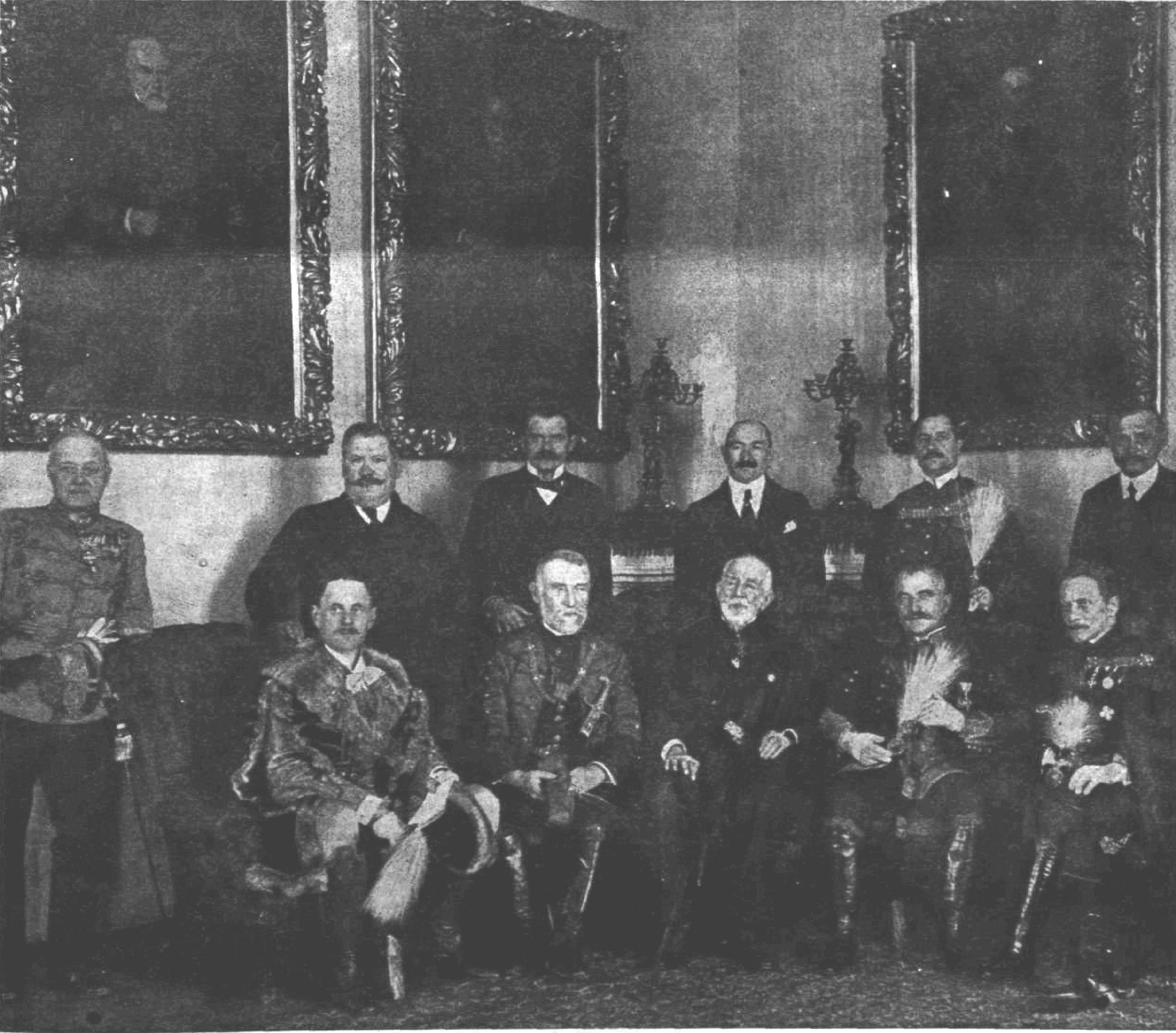
A kormány

A Simonyi-Semadam-kormány 1920. március 15. és 1920. július 19. között volt hivatalban. A Horthy által kinevezett kormány megalakítására Simonyi-Semadam Sándor nemzetgyűlési alelnök kapott megbízást. Megtartotta az előző kormány hat tagját, a belügyminisztériumot és a külügyminisztériumot egy hónapig ő maga vezette, azután Dömötör Mihály, illetve Teleki Pál vette át a tárcák vezetését. A Simonyi-Semadam-kormányra jutott a trianoni békeszerződés aláírásának feladata, melynek végrehajtása után alig több mint egy hónappal, a tiszántúli választások után le is mondtak.
A kabinet egyetlen kiemelkedő tagja Teleki Pál külügyminiszter volt, aki ezután alakított kormányt.

## A kormány tagjai
| Név                                            | Hivatali idő kezdete | Hivatali idő vége | Párt/szervezet        | Megjegyzés                         |
| Miniszterelnök                                 | Miniszterelnök       | Miniszterelnök    | Miniszterelnök        | Miniszterelnök                     |
| ---------------------------------------------- | -------------------- | ----------------- | --------------------- | ---------------------------------- |
| Simonyi-Semadam Sándor                         | 1920. március 15.    | 1920. július 19.  |                       |                                    |
| Belügyminiszter                                |                      |                   |                       |                                    |
| Simonyi-Semadam Sándor                         | 1920. március 15.    | 1920. április 19. |                       | miniszterelnökként, ideiglenesen   |
| Dömötör Mihály                                 | 1920. április 19.    | 1920. július 19.  |                       |                                    |
| Földmívelésügyi miniszter                      |                      |                   |                       |                                    |
| Rubinek Gyula                                  | 1920. március 15.    | 1920. július 19.  |                       |                                    |
| Honvédelmi miniszter                           |                      |                   |                       |                                    |
| Soós Károly                                    | 1920. március 15.    | 1920. július 19.  |                       |                                    |
| Igazságügy-miniszter                           |                      |                   |                       |                                    |
| Ferdinandy Gyula                               | 1920. március 15.    | 1920. július 19.  |                       |                                    |
| Kereskedelemügyi miniszter                     |                      |                   |                       |                                    |
| Korányi Frigyes                                | 1920. március 15.    | 1920. március 28. |                       | pénzügyminiszterként, ideiglenesen |
| Emich Gusztáv                                  | 1920. március 28.    | 1920. július 19.  |                       |                                    |
| Külügyminiszter                                |                      |                   |                       |                                    |
| Simonyi-Semadam Sándor                         | 1920. március 15.    | 1920. április 19. |                       | miniszterelnökként, ideiglenesen   |
| Teleki Pál                                     | 1920. április 19.    | 1920. július 19.  |                       |                                    |
| Népjóléti és munkaügyi miniszter               |                      |                   |                       |                                    |
| Benárd Ágost                                   | 1920. március 15.    | 1920. július 19.  |                       |                                    |
| Pénzügyminiszter                               |                      |                   |                       |                                    |
| Korányi Frigyes                                | 1920. március 15.    | 1920. július 19.  |                       |                                    |
| Vallás- és közoktatásügyi miniszter            |                      |                   |                       |                                    |
| Haller István                                  | 1920. március 15.    | 1920. július 19.  |                       |                                    |
| A nemzeti kisebbségek tárca nélküli minisztere |                      |                   |                       |                                    |
| Bleyer Jakab                                   | 1920. március 15.    | 1920. július 19.  |                       |                                    |
| Tárca nélküli (közélelmezésügyi) miniszter     |                      |                   |                       |                                    |
| Nagyatádi Szabó István                         | 1920. március 15.    | 1920. július 19.  | Országos Kisgazdapárt |                                    |
| Tárca nélküli (kisgazdaügyi) miniszter         |                      |                   |                       |                                    |
| Sokorópátkai Szabó István                      | 1920. március 15.    | 1920. július 19.  | Országos Kisgazdapárt |                                    |